# Цамбын Данзан
Цамбын Данзан (монг. Цамбын Данзан) — монгольский биатлонист, участник зимних Олимпийских игр 1964 года.

## Биография
Цамбын Данзан вместе с Тудэвийном Лхамсурэном, Бизъяагийном Дашгаем и Баянжавыном Дамдинжавом в 1964 году представлял Монголию, впервые дебютировавшую на зимних Олимпийских играх, в соревнованиях по биатлону.
Он был самым молодым представителем Монголии и самым молодым биатлонистом на Играх. На момент старта в индивидуальной гонке ему было 19 лет и 6 дней. Кроме того, Цамбын Данзан имел 8-й стартовый номер, и, таким образом, стал первым азиатом, который принял участие в олимпийских соревнованиях по биатлону.
Показав 48-е время лыжного хода по дистанции и один из самых худших показателей стрельбы (15 промахов), занял последнее 49-е место.

### Участие в Олимпийских играх
| Год  | Место проведения | Инд |
| 1964 | Иннсбрук         | 49  |